# Besinnungsweg Fellbach

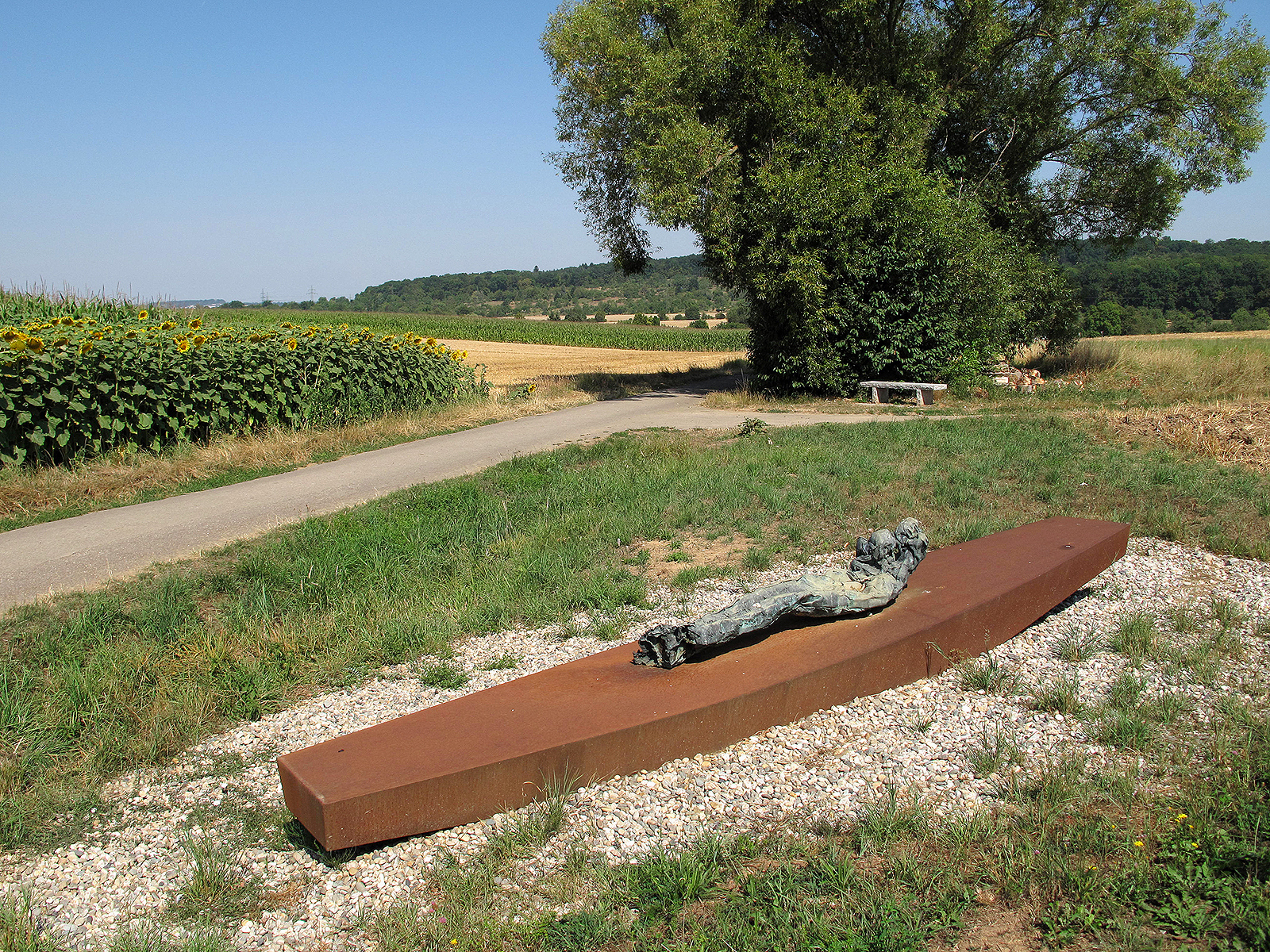
Jürgen Brodwolf, Geborgenheit/Vertrauen, 2004

Der Besinnungsweg Fellbach ist ein Skulpturenweg in Fellbach in Baden-Württemberg.
Er beginnt am Rand von Fellbachs Stadtteil Oeffingen und führt über Felder und freie Landschaft zu einem Waldstück nördlich der Kreisstraße in Richtung Hegnach. Als Rundweg über neun Stationen (Stand 2022) ist der Weg ca. 6 km lang.

## Projektbeschreibung
1999 wurde der Förderverein Besinnungsweg Fellbach e. V. gegründet, dessen Partner die Kirchen Fellbachs und die Stadt Fellbach sind. Schirmherr des Projekts ist Fellbachs ehemaliger Oberbürgermeister Friedrich-Wilhelm Kiel.
Der Leitgedanke des Projekts ist es, Natur, Kunst, Religion und Philosophie zu verbinden. Dabei soll an zwölf Besinnungsorten jeweils eine künstlerische Arbeit stehen, die mit den beigefügten Zitaten zum Verweilen und Nachdenken anregt.
Der Förderverein wählt renommierte, international bekannte Künstler aus, gemeinsam werden passende Standorte ausgewählt und biblische oder literarische Zitate besprochen, die in die geplante Skulptur einfließen.

„Trotz der Themen und der Bibelzitate ist der Besinnungsweg kein dezidiert kirchliches Projekt.
‘Mir ist es wichtig, dass der Besinnungsweg für alle Menschen da ist. Auch für diejenigen, die ‚nur’ kunstinteressiert sind’ (…).“

Neun der zwölf Besinnungsorte sind realisiert. Die weiteren sollen in den nächsten Jahren entstehen. Das gesamte Projekt wird über Veranstaltungen, Spenden und Fundraising finanziert.

## Werke des Skulpturenpfads
- Robert Beerscht, Demut, 2006  (Lage)
- Jürgen Brodwolf, Geborgenheit/Vertrauen, 2004
- Alfred Görig, Void, 1985
- Anatol Herzfeld, Gott/Transzendenz, 2001    (Lage)
- Inge Mahn, Zeit, 2001 (Lage)
- Dani Karavan, Friede, 2017
- Tamás Trombitás, Erinnerung/Vergessen, 2009 (Lage)
- Micha Ullman, Schöpfung, 2006 (Lage)
- Micha Ullman, Schatten, 2019
- Timm Ulrichs, Kind sein/Kreativität, 2010 (Lage)
- Henk Visch, Freiheit, 2013 (Lage)
- Inges Idee, Freizeit/Muße, 2016 (Lage)

## Fotos (Auswahl)

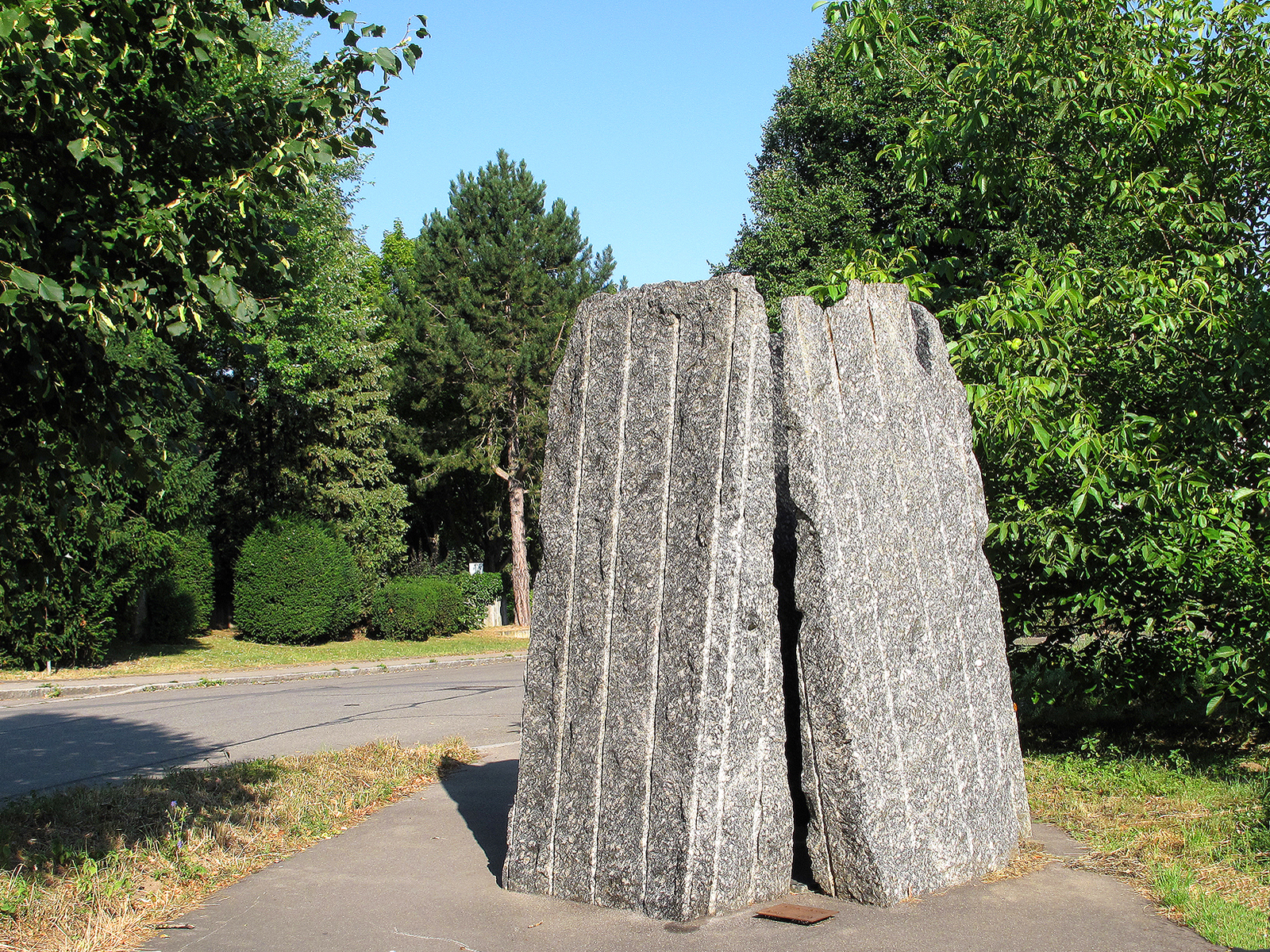
Alfred Görig, Void
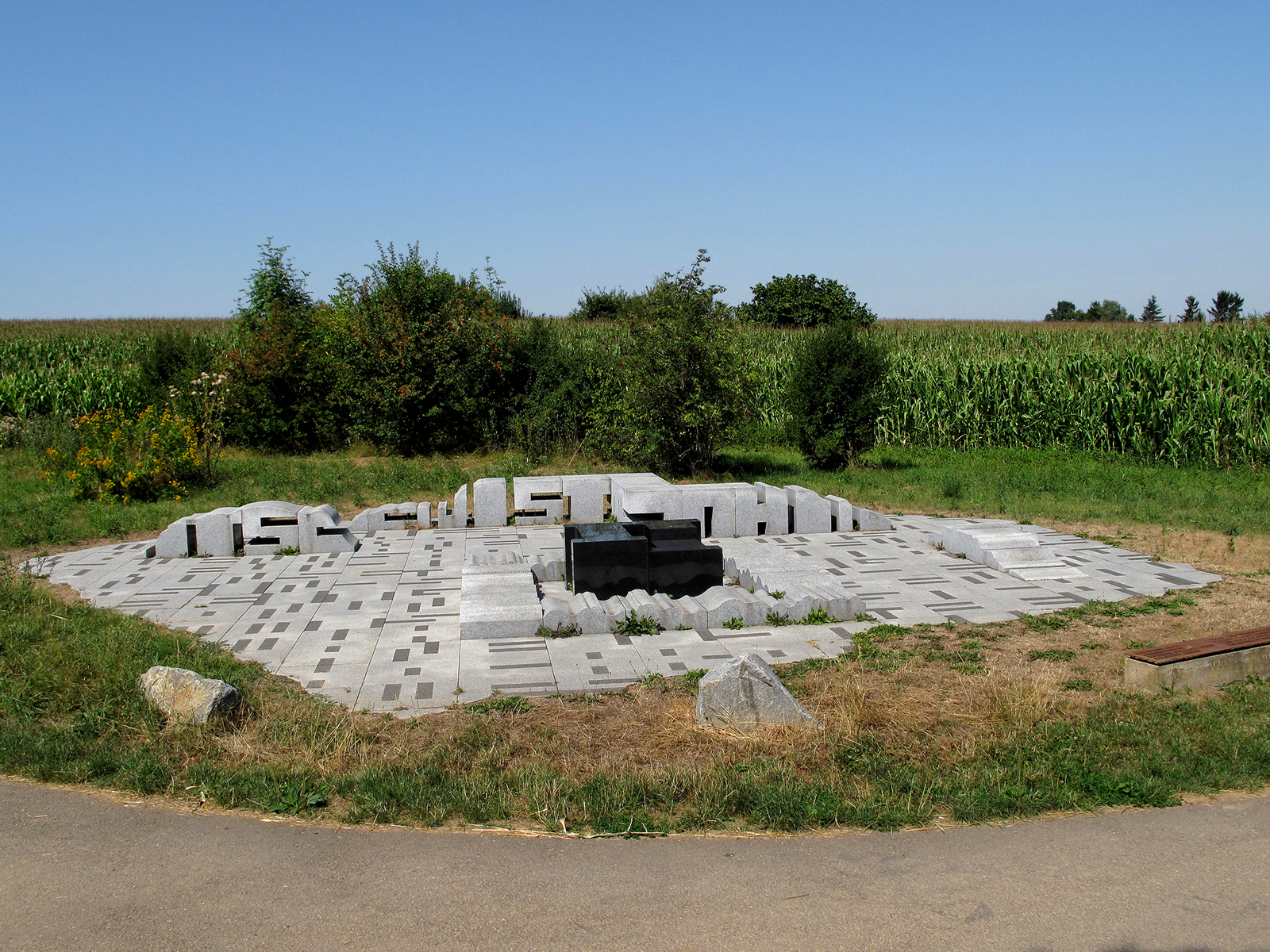
Tamás Trombitás, Erinnerung/Vergessen
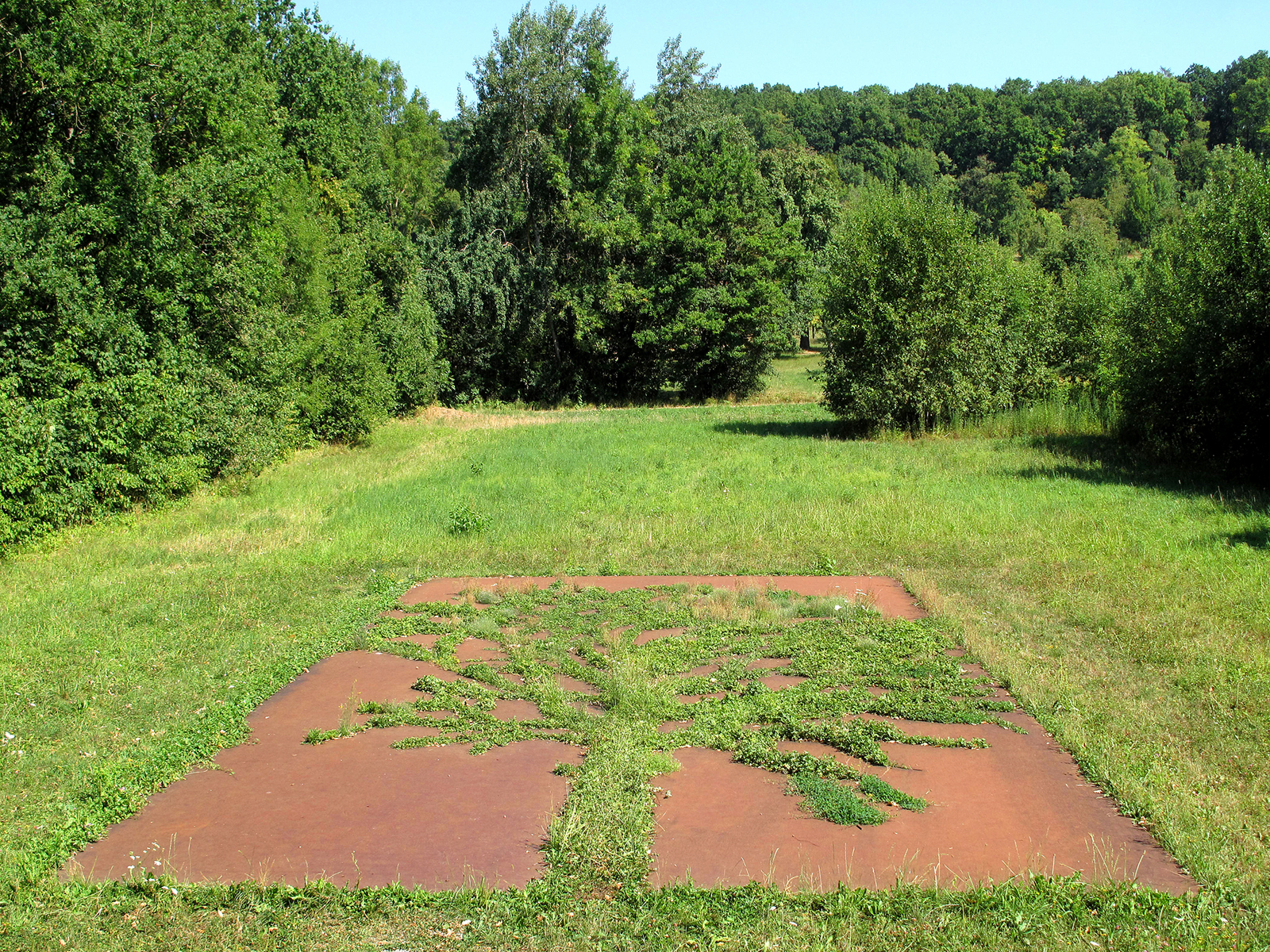
Micha Ullman, Schöpfung
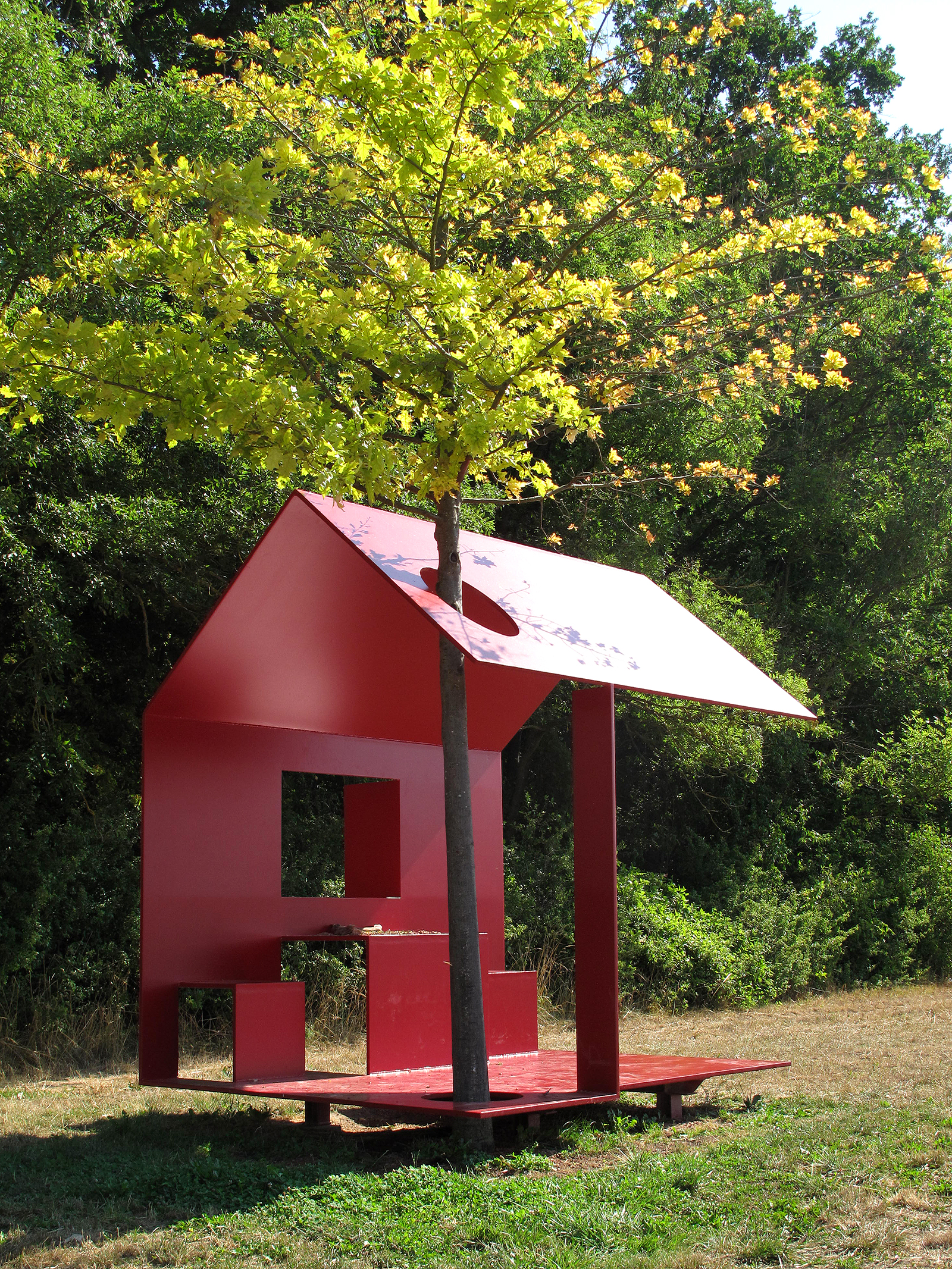
Timm Ulrichs, Kind sein/Kreativität
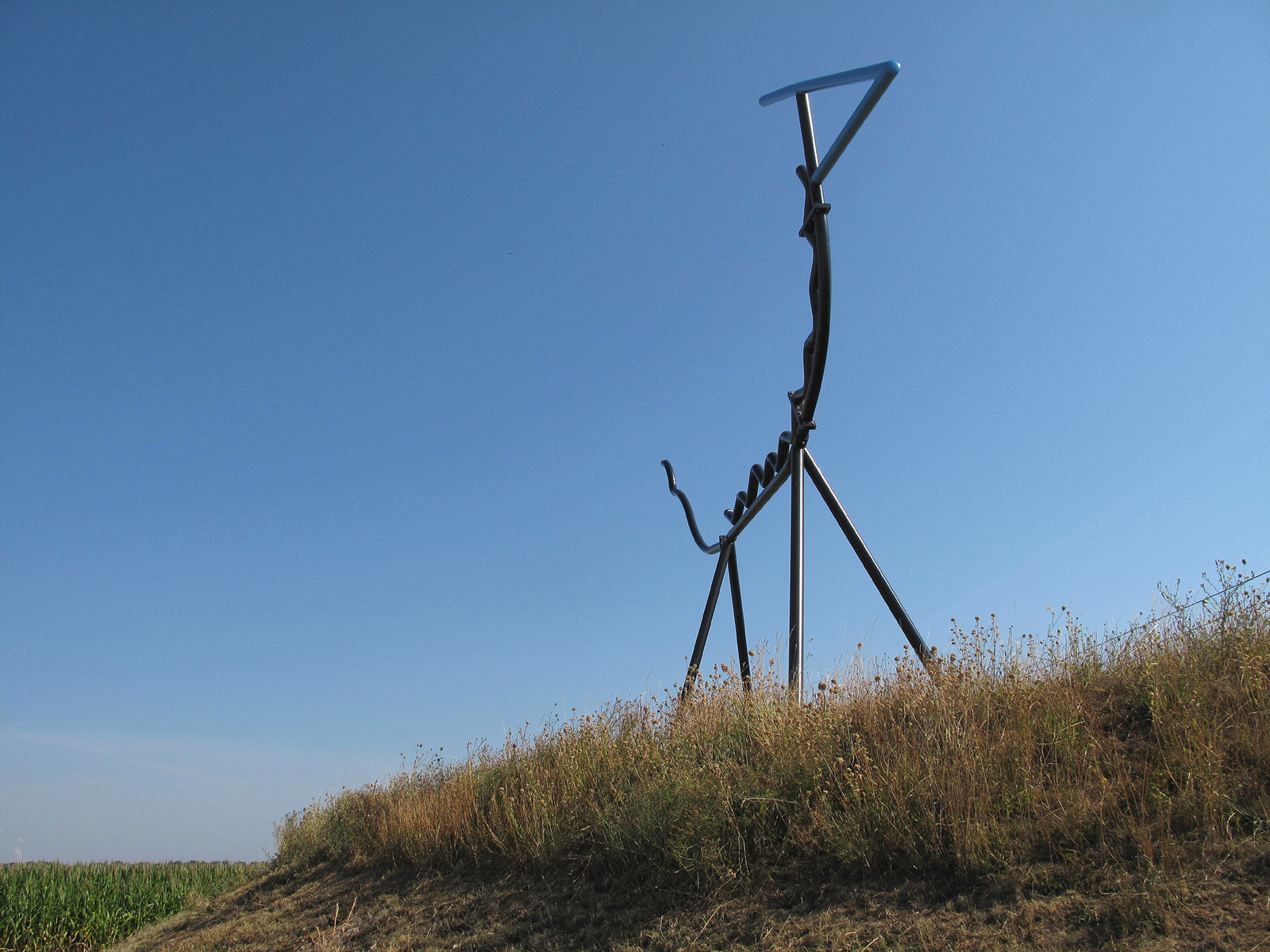
Henk Visch, Freiheit
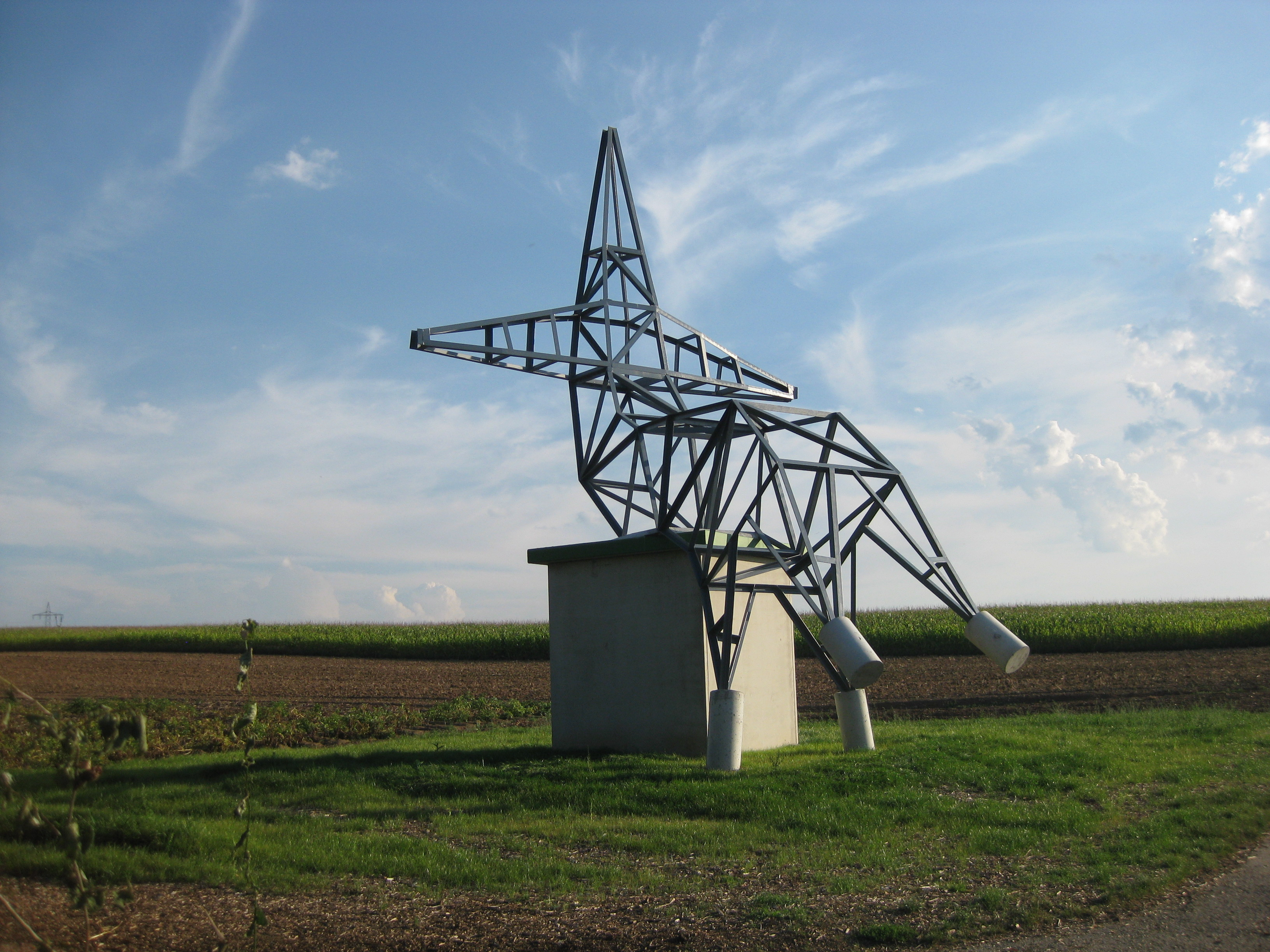
Inges Idee, Freizeit/Muße
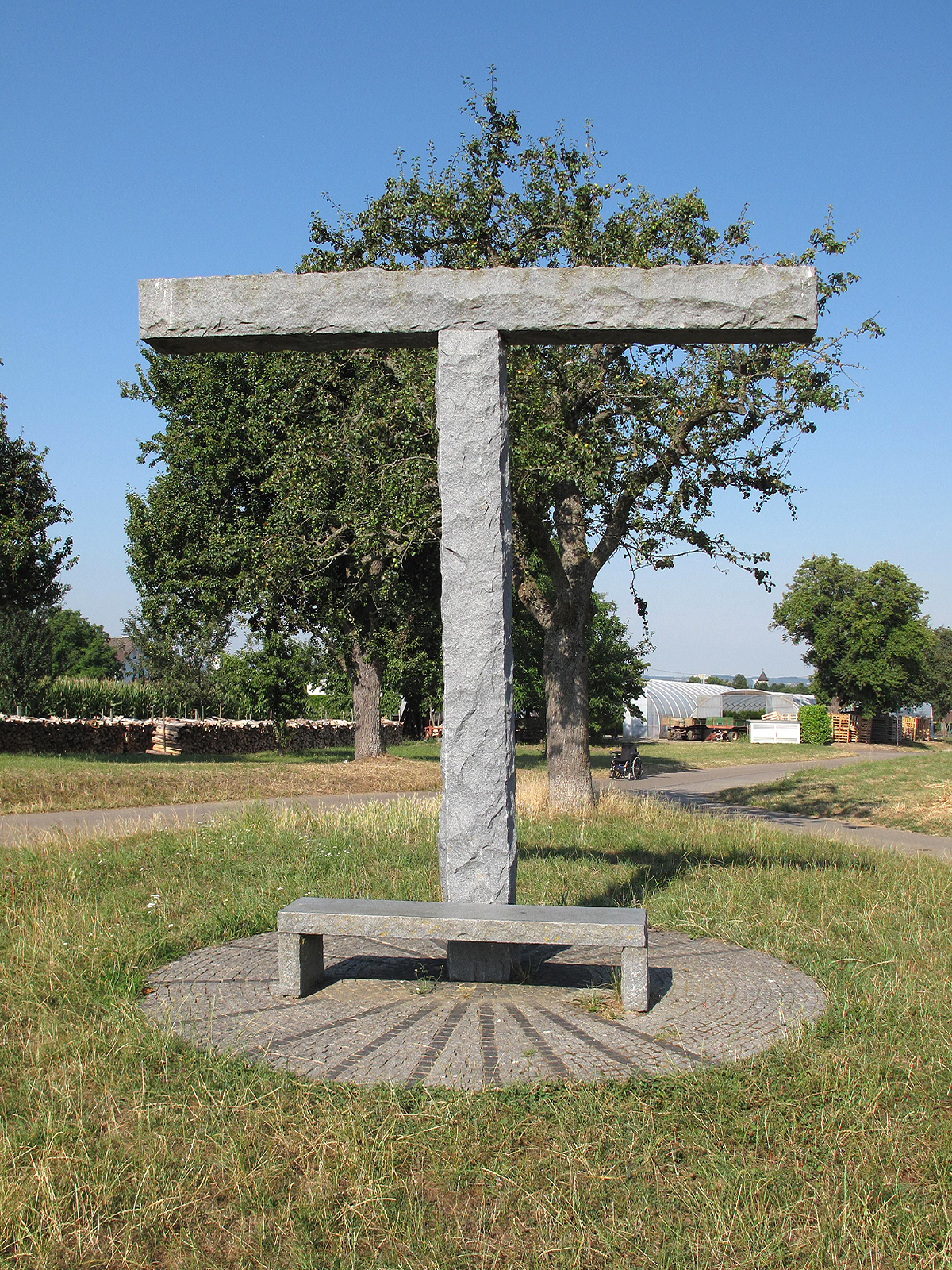
Inge Mahn, Zeit (Detail)
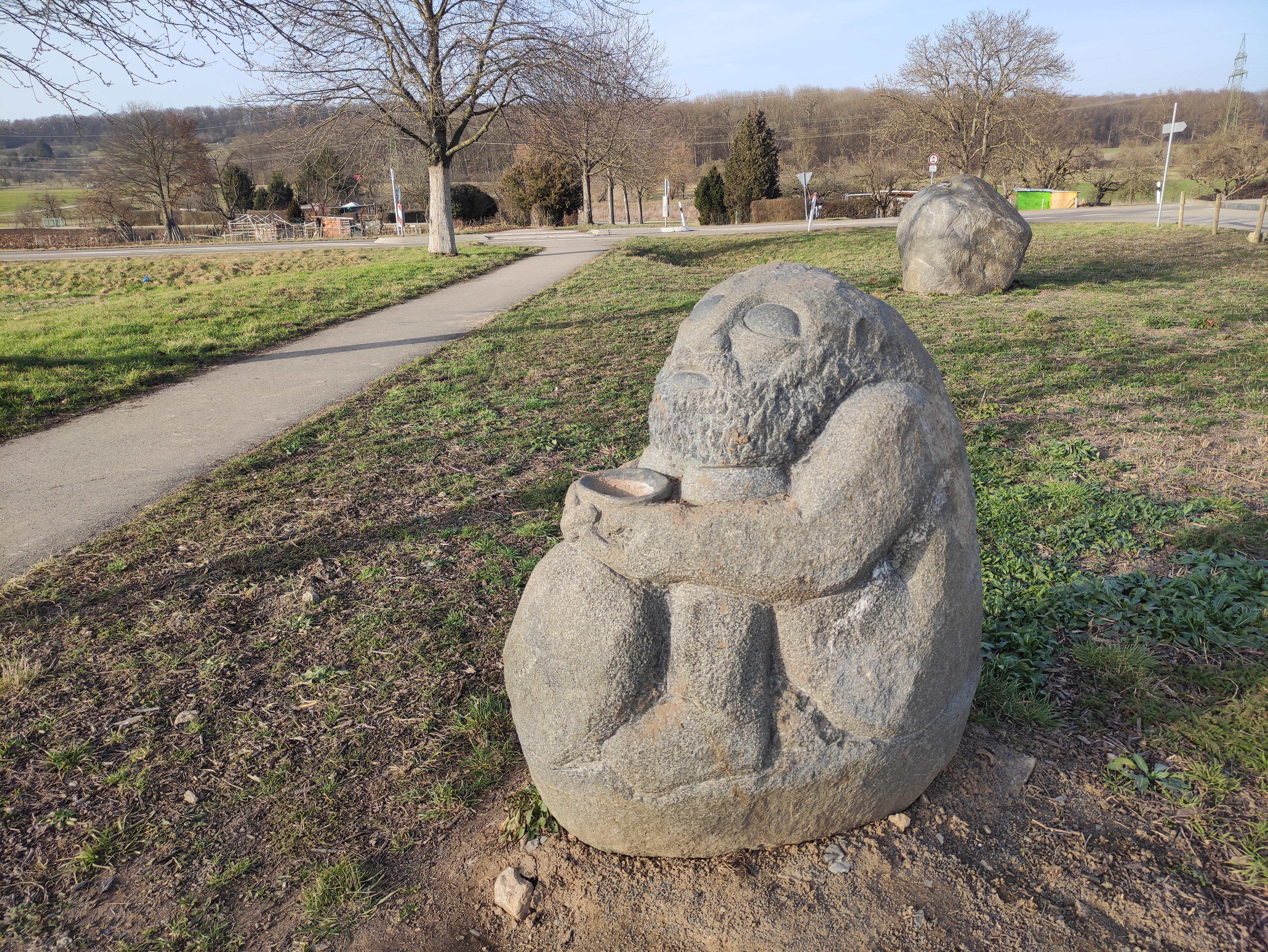
Robert Beerscht, Demut